# ГАЕС Yecheon
ГАЕС Yecheon (예천) — гідроакумулювальна електростанція в Південній Кореї.
Резервуари станції спорудили на струмках зі сточища правої притоки річки Нактонган (впадає у Японське море біля Пусану). При цьому звели дві кам'яно-накидні греблі з бетонним облицюванням:
- висотою 73 метри та довжиною 620 метрів, яка утримує верхнє сховище з об'ємом 6,8 млн м3;
- висотою 63 метри та довжиною 535 метрів, що утримує нижнє сховище з об'ємом 8,9 млн м3.
Резервуари сполучені тунелем довжиною 3,8 км з діаметром основної частини 7,3 метра, який включає напірну шахту протяжністю 550 метрів з діаметром 8,3 метра.
Підземний машинний зал станції має розміри 129х26 метрів при висоті 55 метрів. Тут встановлено дві оборотні турбіни потужністю по 400 МВт, які використовують напір у 457 метрів.
Сполучення з енергосистемою відбувається по ЛЕП, розрахованій на роботу під напругою 345 кВ.